# Nadezhda Talánova
Nadezhda Alexándrovna Talánova –en ruso, Надежда Александровна Таланова– (Kizner, 17 de abril de 1967) es una deportista rusa que compitió en biatlón.
Participó en los Juegos Olímpicos de Lillehammer 1994, obteniendo una medalla de oro en la prueba por relevos. Ganó cinco medallas en el Campeonato Mundial de Biatlón entre los años 1993 y 1999, y tres medallas de oro en el Campeonato Europeo de Biatlón de 1998.

## Palmarés internacional
| Juegos Olímpicos   | Juegos Olímpicos        | Juegos Olímpicos  | Juegos Olímpicos |
| Año                | Lugar                   | Medalla           | Prueba           |
| ------------------ | ----------------------- | ----------------- | ---------------- |
| 1994               | Lillehammer (Noruega)   | Medalla de oro    | Relevos          |
| Campeonato Mundial |                         |                   |                  |
| Año                | Lugar                   | Medalla           | Prueba           |
| 1993               | Borovets (Bulgaria)     | Medalla de plata  | Velocidad        |
| 1993               | Borovets (Bulgaria)     | Medalla de bronce | Relevos          |
| 1997               | Osrblie (Eslovaquia)    | Medalla de plata  | Equipo           |
| 1997               | Osrblie (Eslovaquia)    | Medalla de bronce | Relevos          |
| 1999               | Kontiolahti (Finlandia) | Medalla de plata  | Relevos          |
| Campeonato Europeo |                         |                   |                  |
| Año                | Lugar                   | Medalla           | Prueba           |
| 1998               | Minsk (Bielorrusia)     | Medalla de oro    | Velocidad        |
| 1998               | Minsk (Bielorrusia)     | Medalla de oro    | Persecución      |
| 1998               | Minsk (Bielorrusia)     | Medalla de oro    | Individual       |